# Durio kutejensis
Durio kutejensis är ett fruktträd bärande taggiga, gula, ätbara frukter som huvudsakligen växer på Borneo. Fruktens smak och utseende liknar stinkfruktens. I Brunei säljs frukten mest av de olika durianfrukterna, i motsats till de flesta andra ställen där stinkfrukten säljs mest.